# Kerikeri River (Bay of Islands)
Der Kerikeri River ist ein Fluss im Far North District der Region Northland auf der Nordinsel von Neuseeland. Der Fluss ist an sich nicht bedeutend, aber durch einige der ältesten Baudenkmale aus der europäischen Besiedlungsgeschichte Neuseelands bekannt, die an seinem Mündungsbereich liegen.

## Geographie
Der Kerikeri River entspringt im Puketi Forest, rund 15 km westlich des Stadtzentrums von Kerikeri und fließt von dort aus in mehr oder weniger großen Windungen bevorzugt in östliche Richtung. Rund 3,75 km vor dem Flussende und 1,5 km nordnordwestlich des Stadtzentrums befinden sich die 27 m hohen Rainbow Falls und weitere 2,5 km flussabwärts die 5 m hohen Wharepoke Falls. Der Fluss endet an einer kleinen Stromschnelle an dem unter Touristen bekannten Stone Store und übergibt seine Wässer einem Arm des Pickmere Channel, der Teil des Kerikeri Inlet ist und dieser in die Bay of Islands mündet.
Das Wassereinzugsgebiet des Kerikeri River, der über eine Gesamtlänge von 27,5 km verfügt, beträgt 170 km²

## Beschreibung und Nutzung
An der Furt befand sich eine Brücke, die aber zum Schutz der historischen Bauwerke abgebrochen wurde. 2008 wurde eine Straßenbrücke mehrere hundert Meter flussaufwärts eröffnet. 2010 wurde 200 m oberhalb der Furt eine Fußgängerbrücke gebaut. Ein Wanderweg führt von der Mündung etwa fünf Kilometer flussauf zu den Rainbow Falls. Eines der ersten Wasserkraftwerke Neuseelands entstand an diesem Fluss. Reste sind vom Wanderweg sichtbar.
Der Fluss wurde im Übrigen von Häuptling Hongi Hika, dessen in den Musketenkriegen bedeutsames Pā Kororipo auf der anderen Seite des Flusses lag, genutzt.

## Historische Bauwerke
In dem Mündungsgebiet liegen die bekanntesten historischen Sehenswürdigkeiten Neuseelands:
- der 1832 gebaute Stone Store, das älteste erhaltene Steingebäude Neuseelands,
- das 1922 erbaute Kerikeri Mission House, das älteste erhaltene Holzgebäude Australiens und Neuseelands
- die 1829 erbaute und in der heutigen Form seit 1878 bestehende St James' Church